# Obere Burg (Obernburg)
Die Obere Burg ist eine abgegangene Höhenburg auf 380 m ü. NN bei Obernburg, einem Ortsteil der Gemeinde Vöhl im nordhessischen Landkreis Waldeck-Frankenberg.

## Geschichte

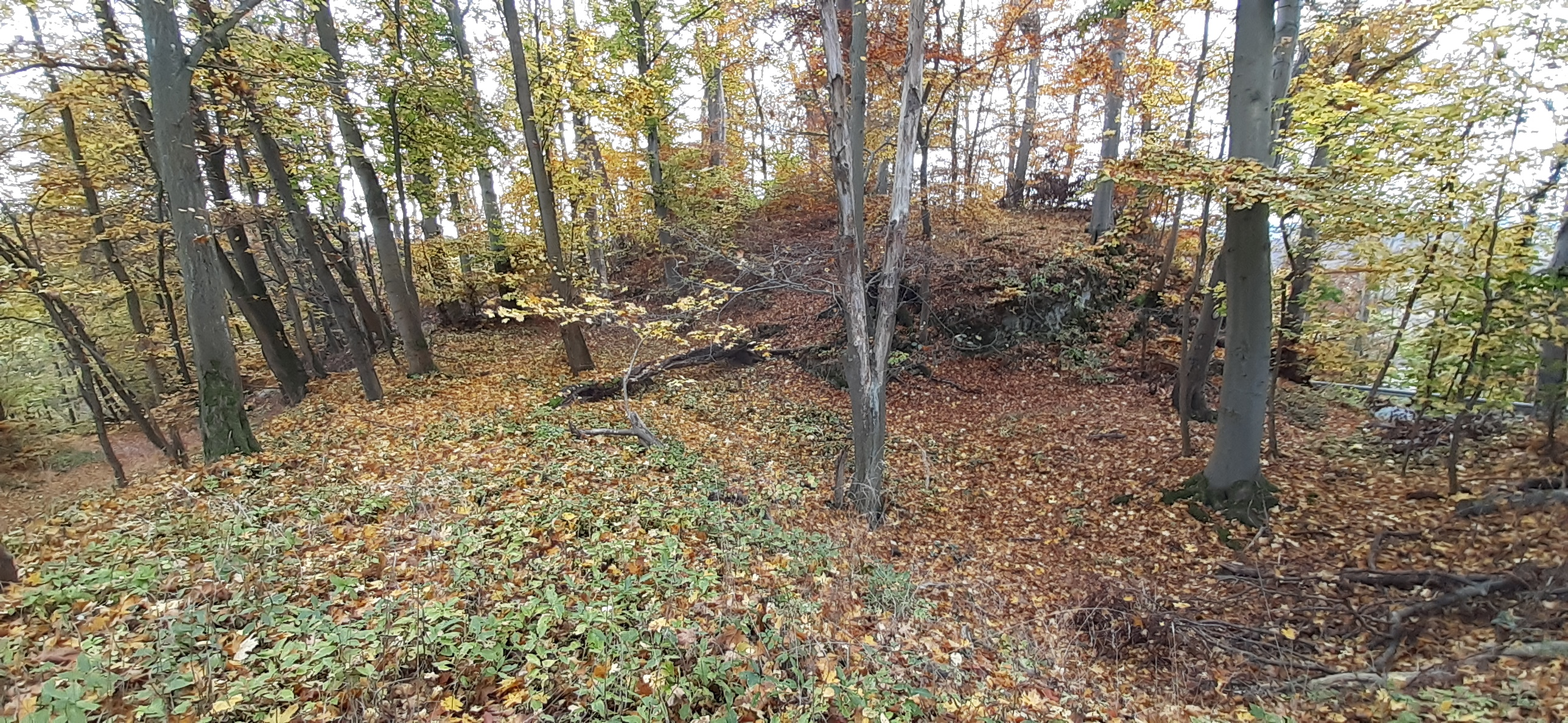
Blick ins Tal vom oberen Halsgraben zur Doppelburgstelle

Unmittelbar südwestlich des Ortes Obernburg befand sich auf dem Weißenstein eine Burg, die 1058 erstmals, wohl als erste der drei Itterburgen,  urkundlich erwähnt wurde.
Der Name des Berges rührt vom weißen Kalkfelsen her, auf dem die Burg errichtet wurde.
Als Erbauer gelten die Herren von Itter, deren erster Stammsitz sie vermutlich war. Mit dem Aussterben des ersten Hauses von Itter 1123 im Mannesstamm trugen die weiblichen Erben den Nordteil ihrer Herrschaft mit der Obernburg der Abtei Corvey zum Schutz auf. Nach dem Bau der Itterburg um 1126 verlor die Obernburg zunehmend an Bedeutung und wurde vermutlich im 13. Jahrhundert aufgegeben. Letztmals wurde sie 1523 urkundlich erwähnt. Es ist nicht bekannt, wann die Burg verfiel.

## Beschreibung
Heute sind von der Burg nur die zwei Höheninseln (Untere Burg und Obere Burg (Warte)) noch zu erkennen, die durch einen Halsgraben getrennt sind und nach Nordosten zum Ort und zum Hochplateau durch einen weiteren Halsgraben gesichert war. Der von Südosten nach Nordosten in 120 bis 170 m Abstand verlaufende ehemalige zusätzliche bogenförmige Sicherungswall ist heute stark verschliffen und im Gelände nicht mehr zu sehen. Sein Verlauf nach Nordosten entspricht heute dem Abschnitt der Burgstraße die hinter der Obernburger Kirche entlang läuft. Nach Nordwesten bis Südwesten war die Burganlage durch steilen Abfall ins Kuh-Bach- respektive Alte Itter-Tal gesichert.
Beide hintereinander liegende Burginseln sind längsoval und ca. 15 Grad zueinanander gedreht. Jeder Burgteil ist etwa 45 Meter lang und 25 Meter breit. Auf dem Nordostteil sind noch rechteckige Umrisse eines etwa neun Meter breiten quadratischen Gebäudes (Turm oder Warte) in den Lidardaten zu erkennen. Ein flaches Plateau liegt am nordöstlichen Ende. 
Auf dem südlichen Burgteil liegt ein Sporn ganz im Süden, der sicher befestigt war. An der Nordwestflanke des südlichen Burgteiles befinden sich zwei ca. ein Meter hohe und breite Höhleneingänge, die im ersten Höhlenteil verbunden sind und in einen zweiten, heute verschlossenen, Höhlenteil direkt unter diesem Burgteil münden. 
Südöstlich der südlichen Burginsel liegt ein gleichgroßes Plateau wie eine Vorburg, an dem vorbei der alte Weg, heute ein eingeschnittener Hohlweg, vom Ittertal zum Ort hoch führt, während die heutige Straße zum Ort einen engen Bogen um die West- und Nordflanke der Burg macht.

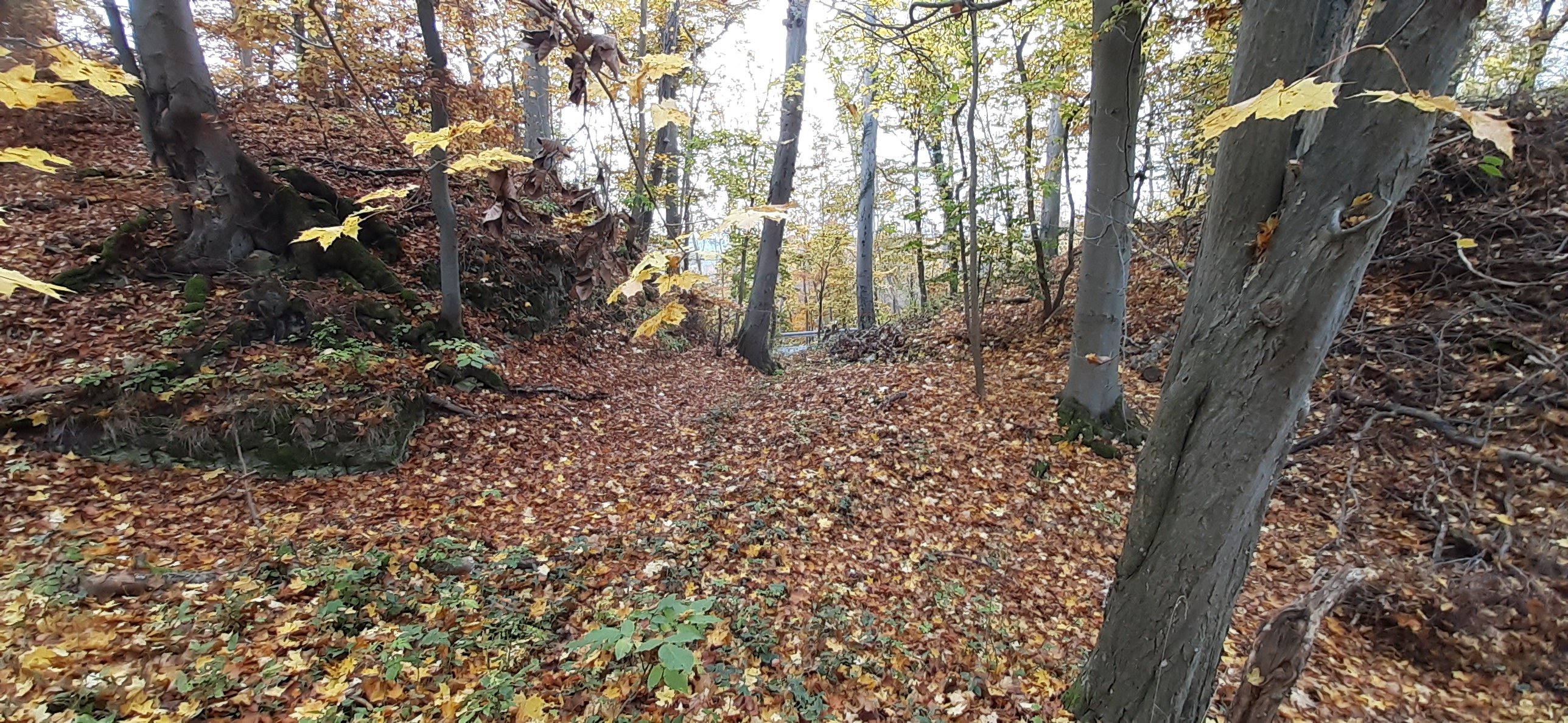
Sichernder oberer Halsgraben
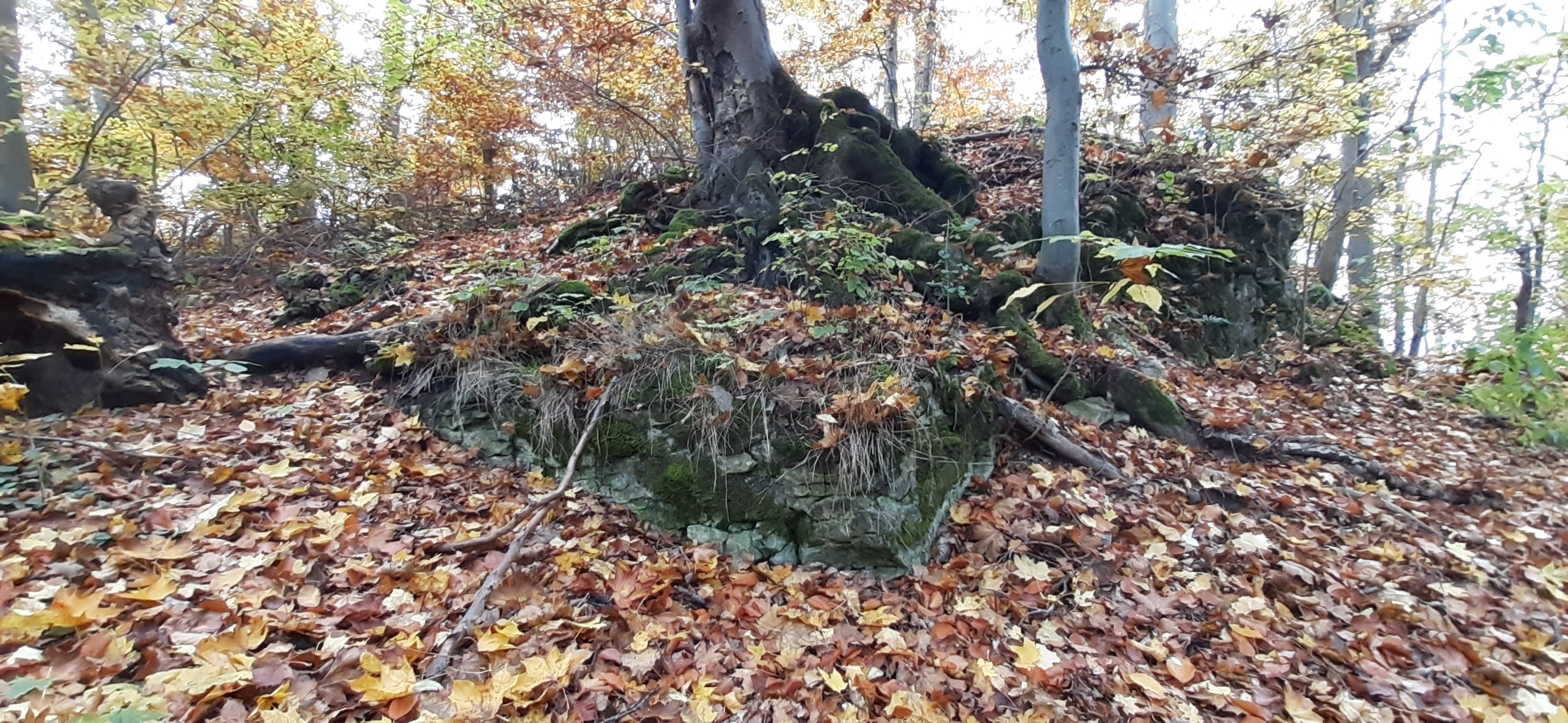
Ausgearbeitete Nordostecke des nördlichen Burgteils
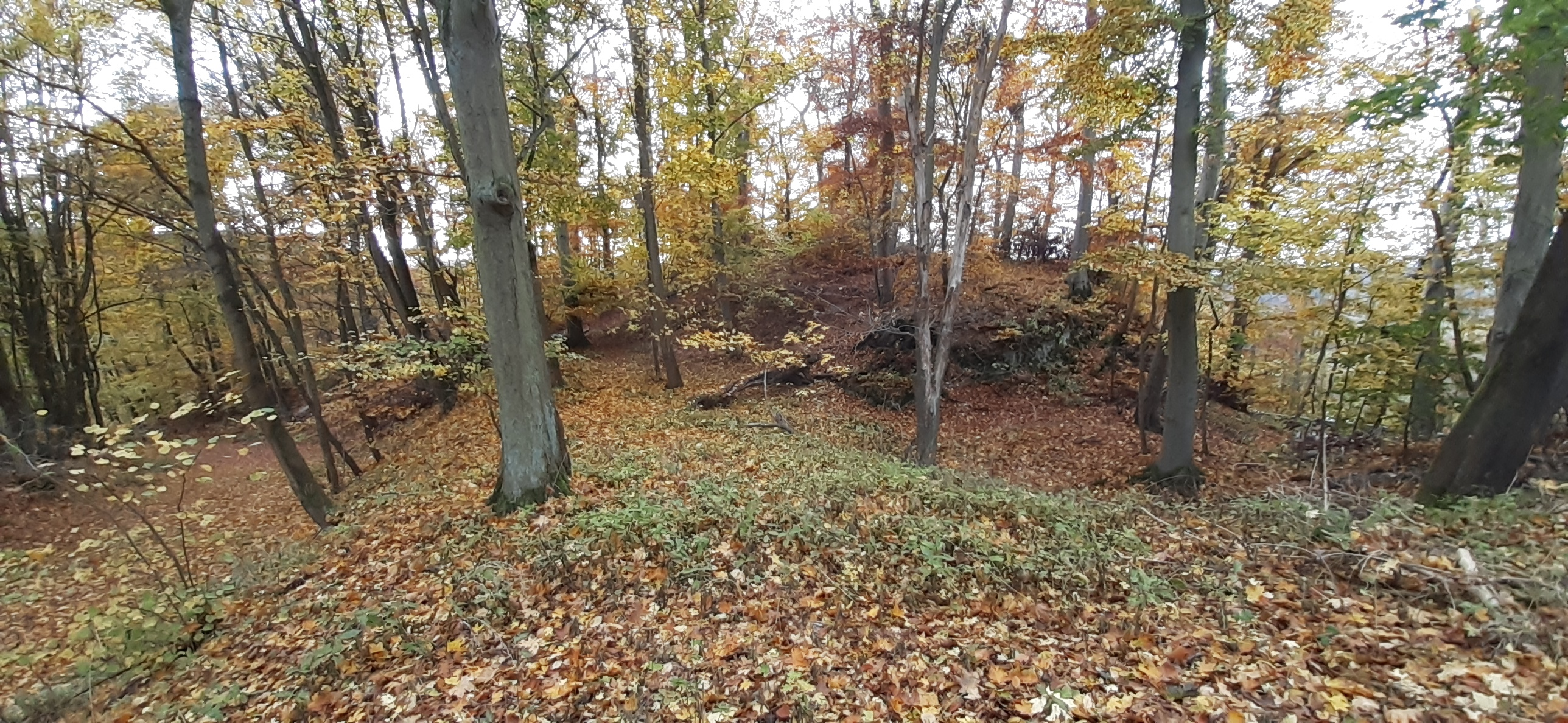
Talblick auf den Nordteil, links der Hohlweg (alte Weg)
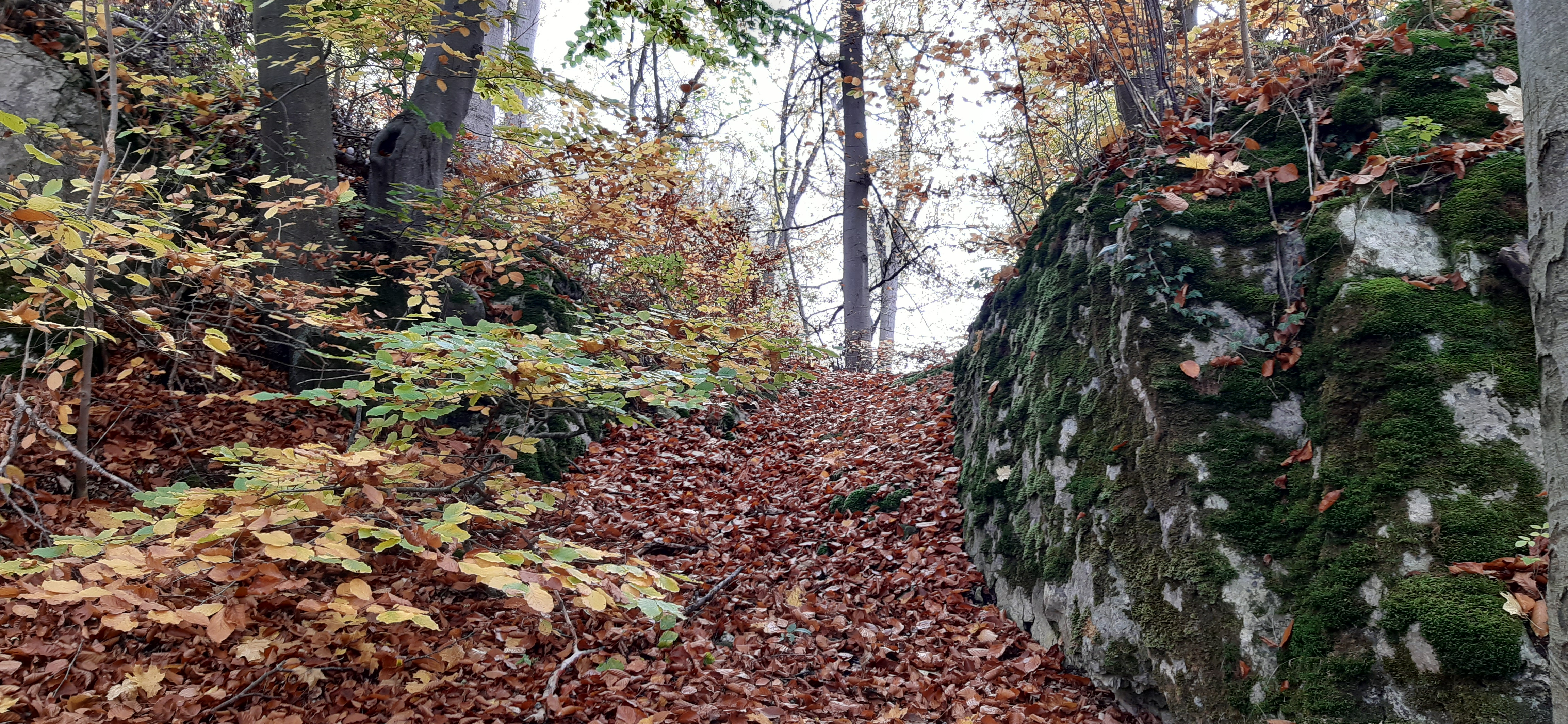
Mittlerer Halsgraben zwischen den Burgteilen
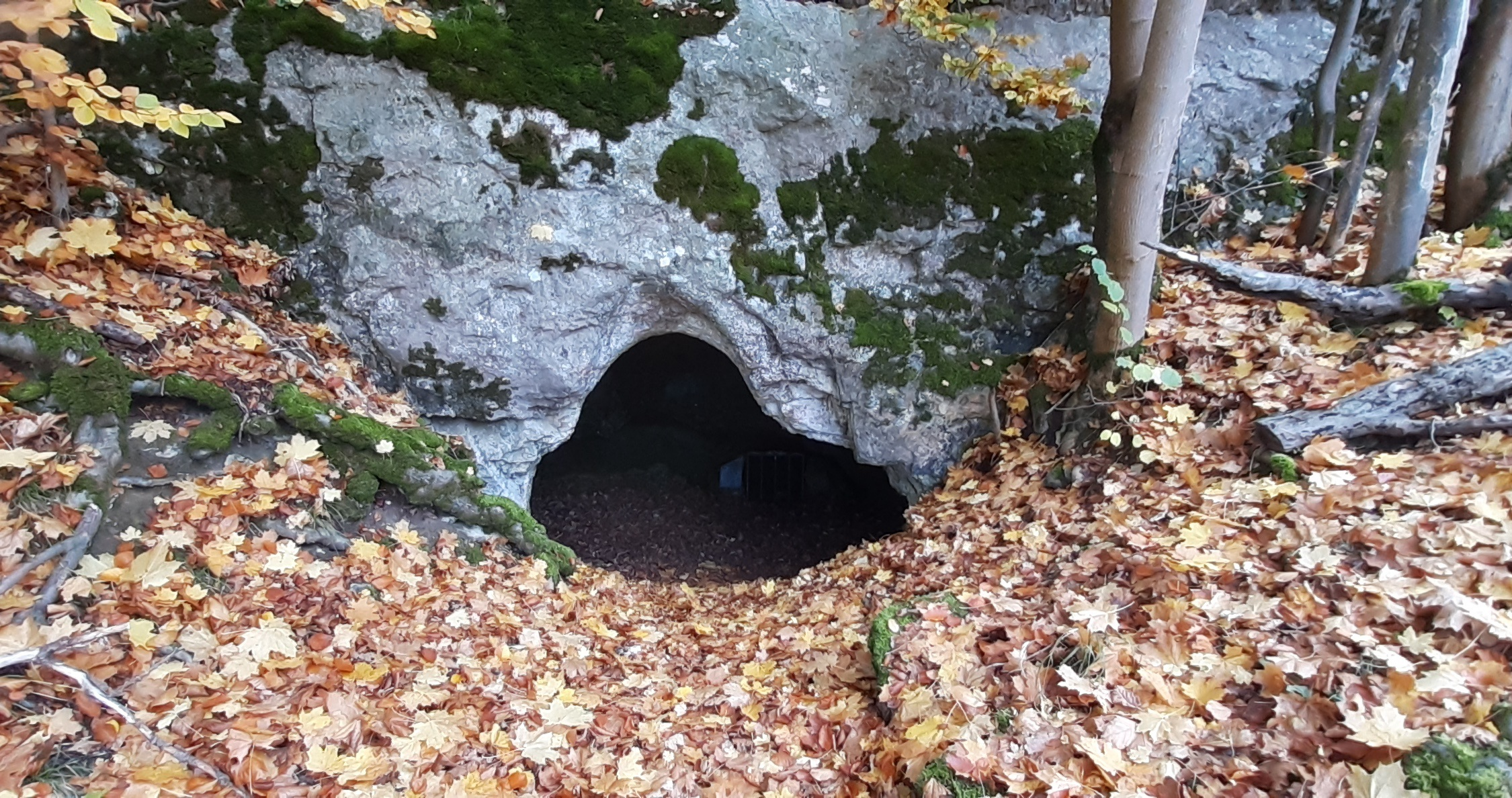
Eine der Höhleneingänge unter dem südlichen Burgteil
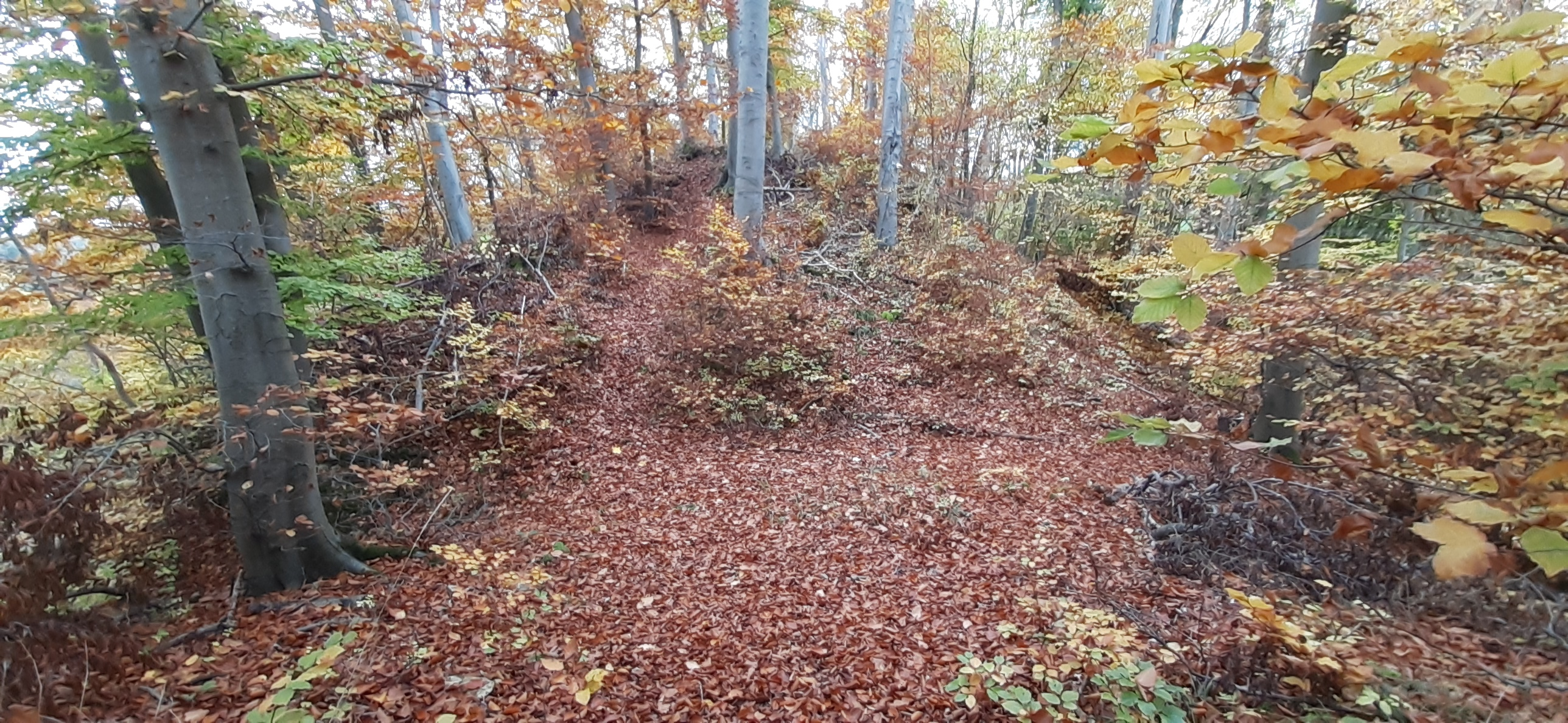
Plateau des Südteils
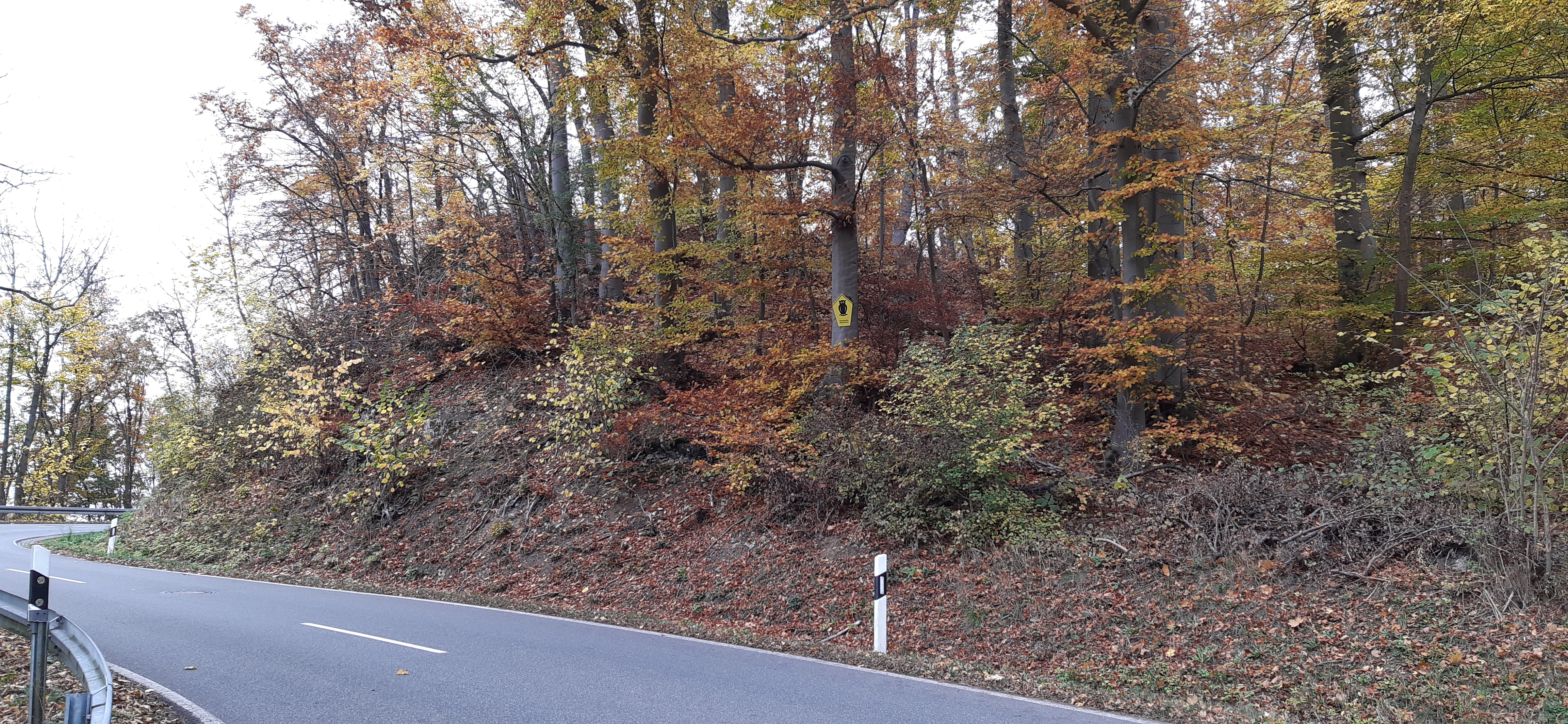
Blick von der Straße bergwärts auf den südlichen Burgteil